# まつだ志緒理
まつだ 志緒理（まつだ しおり、5月20日 - ）は、日本の女性声優、舞台女優。アーツビジョン所属。北海道札幌市出身。血液型はB型。

## 人物
2010年3月までオフィスPACに所属していた。
趣味・特技は歌唱、バイオリン、器械体操、ジャズダンス、バスケット、アクション。

## 出演
太字はメインキャラクター。

### テレビアニメ
2008年
- カオス;ヘッド -CHAOS;HEAD-（女性キャスター）
- テイルズ オブ ジ アビス（少年ガイ / 幼いガイ）
- はっけん たいけん だいすき! しまじろう
- ワールド・デストラクション 〜世界撲滅の六人〜（子供）

2009年
- 屍姫 玄（女子生徒）

2012年
- アイカツ!（編集）
- 織田信奈の野望（お牧の方）
- 君と僕。2（上級生1）
- ジョジョの奇妙な冒険（現地民の女）
- ドラえもん（テレビ朝日版第2期）（2012年 - 2014年、司会、主婦A、女の子、記録係、女子B 他）
- 名探偵コナン（2012年 - 2018年、友人、桑名君子）

2013年
- 黒魔女さんが通る!!（くちびるちゃん）
- 断裁分離のクライムエッジ（女性客）
- リトルバスターズ! 〜Refrain〜（来ヶ谷の母親）

2014年
- クレヨンしんちゃん（2014年 - 2016年、釣り名人の息子、野球部員B、飼育員C、パン屋さん）
- 健全ロボ ダイミダラー
- 天体のメソッド（仲居）
- 東京レイヴンズ（家人）
- マンガ家さんとアシスタントさんと（奥さん）

2015年
- GANGSTA.（女教師）
- ゴッドイーター（科学者）

2017年
- タイムボカン24（婦人3）
- 神撃のバハムート VIRGIN SOUL（おばさん）

2021年
- SCARLET NEXUS（カサネの母）

### 劇場アニメ
- ももへの手紙（2012年）
- STAND BY ME ドラえもん（2014年）
- 映画ドラえもん のび太の宇宙英雄記（2015年、子どもD）

### ゲーム
2012年
- タイムトラベラーズ（神谷晴美）

2013年
- TIGER & BUNNY 〜HERO'S DAY〜（シグナルレッド）

2014年
- コアマスターズ（カガリビ）

2015年
- ドラえもん のび太の宇宙英雄記（メーバ）

2017年
- StarHorse Pocket（松浪結衣）

2020年
- ライフ イズ ストレンジ2（マディソン）
- STARHORSE4（松浪結衣）

### 吹き替え

#### 映画
- アイアンマン2 ※劇場公開版
- 新しいワタシの見つけ方（ミランダ〈ジェニファー・テイラー〉）
- インターステラー（PC音声女）
- エアベンダー
- エイリアン バスターズ（カーラ）
- エヴァの告白（ベルヴァ〈ダグマーラ・ドミンスク〉）
- 王の涙 -イ・サンの決断-（ウォレ〈チョン・ウンチェ〉）
- オッド・トーマス 死神と奇妙な救世主（ヴァイオラ〈ググ・バサ＝ロー〉）
- ギヴァー 記憶を注ぐ者（母親〈ケイティ・ホームズ〉）
- ギルモア・ガールズ
- グリーン・ホーネット（カップルの女）
- ゲットバック（アリソン〈サミ・ゲイル〉）
- サード・パーソン
- 最高の家族の見つけかた（グウェン〈メアリー・エリザベス・ウィンステッド〉）
- 白い沈黙（ティナ・レイン〈ミレイユ・イーノス〉）
- スーサイド・スクワッド（グレイス）
- SUPER8/スーパーエイト
- ZOOMBIE ズーンビ（リジー〈アイオン・バトラー〉）
- セルフレス/覚醒した記憶（トニー）
- ターミネーター:新起動/ジェニシス（カイルの母）
- 007 カジノロワイヤル (1967年の映画)（ミス・マネーペニー）※2016年新録版
- ディアボリカル（ジェイコブ〈マックス・ローズ〉）
- デッド・フレンド・リクエスト（マリーナ・ミルズ〈リーゼル・アーラース〉）
- TENET テネット（バーバラ〈クレマンス・ポエジー〉[7]）
- トランスフォーマー/ロストエイジ（中国支部女性）
- ナイト ミュージアム/エジプト王の秘密（マデリーン〈レイチェル・ハリス〉）
- her/世界でひとつの彼女（代筆係1）
- パディントン（モンゴメリーの妻）
- バトル・オブ・ザ・イヤー ダンス世界決戦（ステイシー）
- バビロンZ（ネイヴィス中尉）
- ハミングバード（ドーン）
- パレス・ダウン（ルイーズ母〈ジーナ・マッキー〉）
- HICK ルリ13歳の旅（タミー〈ジュリエット・ルイス〉）
- ビトレイヤー（サラ・ホークス〈アンドレア・ライズボロー〉）
- ピンチ・シッター（ロドリゴ・ペデュラ〈ケヴィン・ヘルナンデス〉）
- ふたりのパラダイス（エヴァ〈マリア・アッカーマン〉）
- +1［プラスワン］
- マイ・ブラザー 哀しみの銃弾（ヴァネッサ〈ゾーイ・サルダナ〉）
- 私にだってなれる! 夢のナレーター単願希望（エヴァ・ロンゴリア〈本人役〉）

#### ドラマ
- iCarly
- アグリー・ベティ4
- ウェアハウス13 〜秘密の倉庫 事件ファイル〜（サリー）
- NCIS:LA 〜極秘潜入捜査班（ローズ・シュワルツ〈キャスリーン・ローズ・パーキンス〉[8]）
- エレメンタリー ホームズ&ワトソン in NY
- クイーンズ・ギャンビット（アルマ・ウィートリー〈マリエル・ヘラー〉）
- クリミナル・マインド2 FBI行動分析課 #16
- ザ・ラストシップ（サム・チャンドラー）
- 三国志〜趙雲伝〜（公孫宝月〈ジア・チン〉[9]）
- 新ビバリーヒルズ青春白書
- セルフリッジ 英国百貨店（ドリス・ミラー）
- CHILDHOOD'S END -幼年期の終り-（エリー〈デイジー・ベッツ〉）
- 朝鮮ガンマン
- 超能力ファミリー サンダーマン（サラ〈キーリー・マーシャル〉）
- ナース・ジャッキー
- ハンク ‐ちょっと特別なボクの日常‐（ケイティ）
- HEROES/ヒーローズ
- ビクトリアス
- FARGO/ファーゴ:カンザスシティ（オラエッタ・メイフラワー〈ジェシー・バックリー〉[10]）
- ボードウォーク・エンパイア 欲望の街
- 僕の彼女は九尾狐
- 僕らのイケメン青果店（チン・ジンシム / モク・カオン〈ワン・ジヘ〉）
- ミディアム7 最終章
- ミルドレッド・ピアース 幸せの代償
- 名探偵モンク3
- ラスト・リゾート 孤高の戦艦（カイリー・シンクレア〈オータム・リーザー〉[11]）
- LUCIFER/ルシファー（メイズ〈レスリー＝アン・ブラント〉）
- クイーンズ・ギャンビット（アルマ・ウィートリー〈マリエル・ヘラー〉）

#### アニメ
- アーサー・クリスマスの大冒険
- エバー・アフター・ハイ（メロディ・パイパー）
- シュレック フォーエバー（右の少年）
- チャギントン（ペイス[12]）
- トロールズ（ブリジッド）
  - トロールズ みんなのハッピーホリデー!
- モンスターズ・ユニバーシティ

### 舞台
- 見よ、飛行機の高く飛べるを
- パパは誘拐犯

### その他
- スマイル! （#11 おがわあゆた）